# Antonio Francesco Orioli

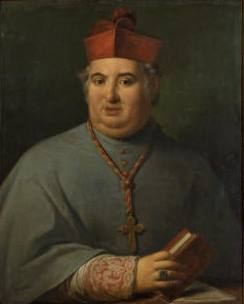
Antonio Francesco Kardinal Orioli

Antonio Francesco Orioli OFM Conv (* 10. Dezember 1778 in Bagnacavallo, Italien; † 20. Februar 1852 in Rom) war Bischof von Orvieto und Kurienkardinal.

## Leben
Orioli trat in den Minoritenorden bei und legte 1793 die Profess ab. Danach studierte er bis 1804 Theologie und empfing die Priesterweihe. Von 1807 bis 1809 war er Lektor für Theologie am Kolleg St. Bonaventura in Rom. Nachdem er sich drei Jahre in Frankreich aufgehalten hatte, kehrte er 1812 nach Italien zurück und wurde 1817 Professor an St. Bonaventura. Papst Pius VII. ernannte Orioli zum Konsultor der Indexkongregation. Im September 1832 wurde er Generalvikar des Franziskanerordens.
Papst Gregor XVI. ernannte ihn am 15. April 1833 zum Bischof von Orvieto. Die Bischofsweihe spendete ihm am 1. Mai desselben Jahres Kardinalvikar Giacinto Placido Zurla; Mitkonsekratoren waren der spätere Kardinal Giovanni Soglia Ceroni und Alessandro Bernetti, Bischof von Recanati e Loreto. Am 12. Februar 1838 nahm ihn Gregor XVI. als Kardinalpriester von Santa Maria sopra Minerva ins Kardinalskollegium auf. 
Im Dezember 1841 legte Kardinal Orioli die Leitung des Bistums Orvieto nieder und nahm fünf Jahre später am Konklave 1846 teil. Der neue Papst Pius IX. ernannte ihn am 2. Mai 1847 zum Präfekten der Kongregation für die Bischöfe und Regularen. Vom 5. Mai bis 4. Juni 1848 war er zudem Kardinalstaatssekretär ad interim. 1850 wies ihm Pius IX. die Titelkirche Santi XII Apostoli zu.
Antonio Francesco Orioli starb 1852 und wurde in Santi XII Apostoli beigesetzt. Papst Pius IX. nahm persönlich an der Totenmesse teil.